# Chronique de Kano

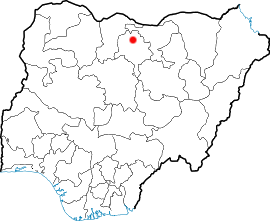
Localisation de Kano

La chronique de Kano est l'histoire écrite en arabe des rois de la cité, appelés sarki en haoussa. Kano est une ville du nord de l'actuel Nigeria là où la chronique a été très probablement rédigée. Cette chronique n'a pas de titre, elle est dénommée simplement Chronique de Kano. L'auteur est anonyme et la date de rédaction pose des problèmes aux différents chercheurs qui l'ont étudiée.

## Forme de la chronique
Il existe différents manuscrits de la chronique, mais un seul a fait l'objet d'une traduction en anglais par H.R. Palmer en 1908. 
Il s'est appuyé sur le manuscrit Jos 46 qu'il a découvert à Sabongari près de Katsina. 
Le récit prend la forme d'une liste des règnes depuis Bagauda, le fondateur mythique de la cité, jusqu'au règne de Muhammad Bello qui prend fin en 1892. En tout 48 règnes qui couvrent, selon la reconstruction de Palmer qui est à prendre avec précaution, la période allant de l'an 999 à l'an 1892 soit 893 ans. D'autres manuscrits ne s'arrêtent pas au règne de Muhammad Bello et continuent la chronique, notamment le Zaria 63/64 qui continue jusqu'en 1926.
Chaque règne débute de la même façon en nommant le sarki, le nom de sa mère nous est toujours donné. Suit un discours narratif racontant des anecdotes du règne, notamment les batailles menées par le roi. Une place importante est faite à ses officiers de cour, ses hommes de guerre et tout ce qui a trait à l'islam. Enfin à la fin de chaque règne est rappelée la durée de celui-ci, c'est sur ces données que H.R.Palmer dans ses Sudanese Memoirs tente de reconstituer une chronologie absolue. Mais dans la chronique il n'y a aucune datation absolue.
La narration de chaque règne prend des longueurs différentes, parfois quelques lignes, assez souvent plusieurs dizaines.

## Hypothèses sur la rédaction
Dans le récit, il n'est jamais fait mention du ou des auteurs de la chronique, ni d'ailleurs de la ou des dates de rédaction.
Plusieurs auteurs se sont penchés sur la question à commencer par le traducteur de la chronique, H.R. Palmer. Celui-ci émet des hypothèses sur l'identité de l'auteur dans l'introduction de la chronique dans ses Sudanese Memoirs. Pour lui, l'auteur n'est pas haoussa puisqu'il pratique un arabe écrit de trop bonne qualité. Néanmoins, il possède une bonne connaissance des institutions de la cité mais aussi des expressions typiquement haoussa. H.R.Palmer pense que l'auteur est probablement un étranger venu du nord et qui a séjourné longtemps à Kano où il a rassemblé les histoires des anciens rois transmises par les traditions orales.
Dans cette introduction, H.R.Palmer n'avance pas de date de rédaction de la chronique, mais il décrit le manuscrit qu'il a découvert comme datant de la dernière décennie du XIXe siècle.
Les chercheurs qui l'ont suivi, notamment M.G. Smith et M. Last, penchent plus pour une rédaction étalée sur le temps. Pour eux, la chronique aurait été mise à l'écrit une première fois, M.Last le situant au XVIIe siècle et Smith au XVIe, puis elle aurait été mise à jour par à-coup tous les 150 ans environ.
Néanmoins, ces hypothèses ont été réfutées par J. Hunwick qui montre de façon convaincante que la chronique s'inscrit dans le contexte de mise à l'écrit de listes royales dans la région entière au XIXe siècle, et que celle-ci n'en est que la forme la plus aboutie. La chronique aurait été entièrement rédigée à la fin du XIXe siècle, très probablement sous le règne de Muhammad Bello (1883-1892). L'auteur est très certainement d'origine et de culture haoussa au vu des expressions qu'il utilise mais aussi de l'approximation de son arabe, et sur cela il s'oppose à ce qu'avançait H.R. Palmer dans son introduction.
L'auteur est très probablement une personne proche de la cour et qui en a une très grande connaissance puisqu'il décrit très précisément les différents offices, il est peut-être un fonctionnaire du roi. Dans le même temps, son récit trahit un grand intérêt pour les choses de la foi, les livres qui arrivent à Kano et les lettrés qui viennent y professer. Il est possible que l'auteur soit un lettré peu connu qui travaille pour la cour, ou, comme l'avance J.Hunwick, que la rédaction soit le fruit de la collaboration entre un lettré et un officier.

## Résumé du récit

### L'introduction à la chronique: étrangers et autochtones
Tous les chercheurs s'accordent pour dire que la chronique est une mise à l'écrit de traditions orales qui circulent activement dans l'espace haoussa. M.Last dans une analyse littéraire du récit pense retrouver les différentes sources sur lesquelles l'auteur s'appuie. Son analyse est intéressante bien qu'incomplète. La chronique commence par une longue introduction rassemblant ce que M.Last appelle "Chant de Barbushe", "cycle de Mazauda", et l'"Histoire de Bagauda".
Le "chant de Barbushe" et le "cycle de Mazauda" forment la première partie du récit. Ils décrivent l'organisation sociale des habitants avant l'arrivée du fondateur de Kano. Il n'existe alors pas d'État ou de pouvoir politique. Les hommes s'organisent autour d'un autel situé sur la colline de Dalla, et de rituels communautaires. Barbushe contrôle cet autel et en tire une certaine autorité sans pour autant qu'il soit considéré comme un roi ou un chef. Il prophétise l'arrivée d'étrangers qui prendront le pouvoir sur les habitants et qui détruirons l'autel de leur dieu.
Ces deux parties du récit nous donnent des indications sur le peuplement ancien de Kano qui semble être formé de fermiers-chasseurs organisés en villages ayant entre eux des échanges commerciaux, culturels et sociaux importants mais sans que ne se démarque un pouvoir politique fort. Les anthropologues qualifient ce type de société segmentaire. Le "cycle de Mazauda" nous renseigne aussi sur la division sociale du travail puisqu'à chaque chef de clan est associé une fonction particulière.
Ensuite l'"Histoire de Bagauda" constitue la seconde partie du récit. Bagauda est le fondateur de Kano et son premier sarki (roi). C'est un étranger venu du Nord qui vient à Dalla avec son armée et qui rencontre des hommes de Barbushe. Ceux-ci se disputent sur la conduite à tenir, certains veulent les accueillir, d'autres y voient la prophétie de Barbushe et veulent les repousser. Ils finissent par l'accepter mais Bagauda finit par les soumettre en tuant leur chef nommé Jankare. Il finit par s'installer au Sheme qui est une région du territoire de Kano pour y fonder une ville.

### Le début de l'histoire: essor de la royauté, expansion de la ville et introduction de l'Islam
La chronique à proprement parler commence par le règne de Bagauda et liste 48 règnes qui ont suivi. Durant les 20 premiers règnes plusieurs éléments sont redondants et traversent les règnes.
Le premier d'entre eux qui tient une place importante au début est le conflit entre les autochtones et les descendants de Bagauda. Ce conflit se focalise sur la destruction et la sauvegarde du dieu local appelé successivement Tchunburburai, Randaya, et Tchibiri. Celui-ci symbolisé par un serpent rouge finit par être tué par le neuvième sarki appelé Tsamia. Mais parfois dans le récit cet élément ressurgit.
Le second élément redondant est le conflit entre Kano et Santolo, qui est une ville située non loin de Kano. M.Last pense que Kano est resté longtemps dans l'orbite de Santolo qui était la principale ville de la région. La chute de Santolo est un élément central puisque par la suite Kano réorganise les circuits commerciaux régionaux à son avantage ce qui sert sa prospérité.
Le troisième élément important tout au long du récit est l'introduction de l'Islam dans la ville de Kano. Il est difficile de la dater précisément car le discours n'est pas tout le temps cohérent. Dès le début des éléments islamistes peuvent être relevés alors qu'il est impossible que l'Islam y soit déjà présent. Néanmoins la chronique nous apprend que l'Islam est introduit à Kano par des groupes de marchands Wangara sous le règne du onzième sarki Yaji probablement au XIVe siècle. C'est d'ailleurs aussi sous son règne que Kano remporte la victoire finale sur Santolo.

### Un centre régional majeur
À partir du règne de Mohammed Rimfa, vingtième sarki, la chronique se fait beaucoup plus précise sur les faits. Kano est désormais un État constitué et puissant et la chronique s'intéresse alors surtout aux relations que Kano entretient avec ses puissants voisins, haoussa comme Katsina ou Zaria, et avec le royaume du Bornou.